# プロスペラ学院ビジネス専門学校
プロスペラ学院ビジネス専門学校（プロスペラがくいんビジネスせんもんがっこう）は、静岡県静岡市にある国際ビジネスに関する専修学校。学校法人福寿が運営主体。ゼミ形式をとって教育にあたる。学生のほとんどが外国人で、日本語教育も行われている。2024年4月より、東静岡駅から徒歩8分の場所に新校舎が開校する。

## 所在地
- 静岡県静岡市駿河区曲金六丁目4番6号（新校舎：2024年4月から）
- 静岡市駿河区丸子5522-1（旧校舎：2024年3月まで）

## 設置学科
- DXビジネス科
- 国際ビジネス科